# Kaharlycký rajón
Kaharlycký rajón (ukrajinsky Кагарлицький район) byl rajón v Kyjevské oblasti na Ukrajině. Hlavním městem byl Kaharlyk a rajón měl přibližně 33 tisíc obyvatel. 

## Sídla v rajónu
- Kaharlyk